# Rotselaar
Rotselaar é um município da Bélgica localizado no distrito de Lovaina, província de Brabante Flamengo, região da Flandres.